# Mala Plana (Chorwacja)
Mala Plana – wieś w Chorwacji, w żupanii licko-seńskiej, w mieście Gospić. W 2011 roku liczyła 7 mieszkańców.